# Аксел Ендер
Аксел Ендер (на норвежки: Axel Hjalmar Ender) е норвежки художник и скулптор.

## Биография
Аксел Ендер е роден в семейството на фермера Бернхард Ендер и жена му Фредрике, по баща Смит. През 1867 г. започва да учи за художник при Юлиус Миделтун и Йохан Фредрик Екерсберг в Кралското художествено и рисувално училище. Между 1872 и 1874 г. следва в Художествената академия в Стокхолм, а от 1875 до 1880 г. в Академията за изящни изкуства в Мюнхен. Следването му в чужбина е платено от норвежкия крал Карл ІV.
Ендер си спечелва широко одобрение благодарение на статуята на Петер Весел Торденшелд, поставена на площада пред Кметството на Осло, която той създава в периода 1891 – 1901 г. За тази работа му е връчен кралският норвежки орден „Св. Олаф“.
Освен като скулптор Ендер се изявява и като художник, като взема мотиви от Норвегия и ги пресъздава в романтичен стил. Някои критици критикуват в стила му „липсата на сериозност и достоверност“. Всъщност неговите изображения на природни картини, особено зимни, на кучета, коне, както и на хора се отличават с реализъм, правдиво изобразяване на движението и психологизъм. Това, което ги прави романтични, е хармонията между Хора и Природа, поетичността на настроението и идиличната ведрина, която струи от тях. Природата отразява чувствата на персонажите и е предадена по съвършен начин. Ендер рисува ежедневни сцени, пълни с реализъм, но и портретни образи с тънък психологически усет.
Неговите качества не остават скрити, въпреки мнението на някои критици, и той се ползва с голяма популярност в Съюза на художниците на Кристиания, който излага и откупува много негови картини.
Друг център на неговото творчество са религиозните теми. В много норвежки църкви има олтари, изписани от него.
Ендер е бил женен за Хелга Сьоренсен.